# Ahmed Dudarov
Ahmed Dudarov (6 de julio de 1992) es un deportista alemán que compite en lucha libre. En los Juegos Europeos de Minsk 2019 obtuvo una medalla de bronce en la categoría de 86 kg.

## Palmarés internacional
| Juegos Europeos | Juegos Europeos     | Juegos Europeos   | Juegos Europeos |
| Año             | Lugar               | Medalla           | Categoría       |
| --------------- | ------------------- | ----------------- | --------------- |
| 2019            | Minsk (Bielorrusia) | Medalla de bronce | 86 kg           |